# Mokowo
Mokowo is een plaats in het Poolse district  Lipnowski, woiwodschap Koejavië-Pommeren. De plaats maakt deel uit van de gemeente Dobrzyń nad Wisłą en telt 260 inwoners.